# Masomah Ali Zada
Masomah Ali Zada (aussi orthographié Alizada ; arabe : معصومه•علی زاده), née le 11 mars 1996 en Afghanistan, est une cycliste afghane réfugiée en France. 
Découverte grâce à un documentaire sur Arte en février 2016 intitulé Les Petites reines de Kaboul., elle obtient un titre de réfugiée en France où elle est entraînée par Thierry Communal. Elle participe aux Jeux olympiques de 2020.
Depuis 2022, elle est membre de la Commission des athlètes du CIO,

## Biographie
Née le 11 mars 1996 en Afghanistan, Masomah Alizada fait partie de la communauté hazara, une minorité chiite persécutée par les Talibans. Sa famille prend alors le chemin de l'exil et mettra huit jours à atteindre Téhéran (Iran) à pieds mais ne reçoit pas le titre de réfugiée et les enfants ne peuvent pas aller à l'école. Elle apprend à faire du vélo en Iran. La famille rentre en Afghanistan dix ans plus tard, au début des années 2000 et s'installe à Kaboul.
De retour en Afghanistan, Ali Zada se met au taekwondo mais revient vers le cyclisme à 16 ans lorsqu'elle finit 6e d'une course organisée par son école. Elle entre alors dans l'équipe féminine afghane de cyclisme dirigée par Abdul Sadiq Sadiqi. Les femmes qui font du vélo sont très mal vues dans le pays et les membres de l'équipe sont victimes de brimades, de jet d'objets sur leur passage et d'insultes mais aussi de menaces de mort. En parallèle, Masomah Ali Zada est professeure d'EPS.
En 2016, Arte diffuse un reportage sur les jeunes femmes en Afghanistan qui font du vélo malgré les menaces. Parmi elles se trouvent Masomah Ali Zada et sa sœur, Zahra, qui ont alors 17 et 19 ans. Patrick Communal, avocat à Orléans, décide d'entrer en contact avec elles via Facebook. Dans le même temps, un groupe de députés italiens les proposent pour le Prix Nobel de la paix, elles sont également reçues par la première dame d'Afghanistan Rula Ghani et par l'Ambassade de France en Afghanistan.
L'année suivante, sa sœur et elle arrivent en France avec un visa humanitaire grâce à l'aide de Patrick Communal, puis les deux sœurs demandent l'asile politique en décembre 2017. La famille — Masomah, sa sœur, ses deux frères et ses parents — est installée dans la maison de vacances de la famille Communal à Guéhenno — maison qui fut un repaire de la Résistance intérieure française,. À son arrivée, elle prend une année de cours intensifs de français dans un dispositif d'accueil pour étudiants étrangers et demandeurs d'asile.
En novembre 2019, elle obtient une bourse du Comité olympique international pour les athlètes réfugiés dans le but d'intégrer l'équipe des Athlètes olympiques réfugiés aux Jeux olympiques. C'est la première fois qu'une personne réfugiée en France obtient cette bourse. Elle avoue avoir été inspirée par Tahmina Kohistani, la seule femme sélectionnée pour représenter l'Afghanistan aux Jeux en 2012. Elle veut « prouver deux choses : à ceux qui pensent qu’une femme sur un vélo c’est mal, et bien que c’est positif ; et à ceux qui trouvent bizarre qu’une musulmane qui porte un foulard soit cycliste, que c’est tout à fait normal. Au final, je veux montrer que les femmes sont libres de faire tout ce qu’elles veulent. ».
En 2020, elle entre en deuxième année de génie civil à l'École polytechnique universitaire de Lille grâce à un programme destiné aux demandeurs d'asile. Sa sœur Zahra ainsi que leur coéquipière Frozan Rasooli y étudient aussi. Là, elle s'entraine avec le Résilience Club dirigé par Jérôme Lambert.
En 2018, Patrick Communal publie La petite reine de Kaboul aux éditions de l'Atelier où il raconte comment il a aidé Masomah Ali Zada à venir en France.
Elle fait partie de l'équipe olympique des réfugiés aux Jeux olympiques d'été de 2020 annoncée par le Comité international olympique le 8 juin 2021. À Tokyo, elle participe au contre-la-montre féminin où elle termine 25e en 44 min 4 s 31.
En juillet 2022, elle intègre la commission des athlètes du CIO, aux côtés d'Allyson Felix, Alistair Brownlee et Oluseyi Smith, devenant la première réfugiée à intégrer une commission du CIO.
En mai 2024, étudiante en Master 2, elle est nommée cheffe de mission de l'équipe des athlètes olympiques réfugiés aux Jeux olympiques aux Jeux olympiques d'été de 2024 et elle doit porter la Flamme olympique en juillet 2024.